# Прокшеницы
Прокшеницы — деревня в Хваловском сельском поселении Волховского района Ленинградской области.

## История
Деревня Прокшеницы упоминается в переписи 1710 года в Рождественском Пашском погосте Заонежской половины Обонежской пятины.
На карте Ф. Ф. Шуберта 1844 года обозначена деревня Прокшеницы, состоящая из 22 крестьянских дворов.

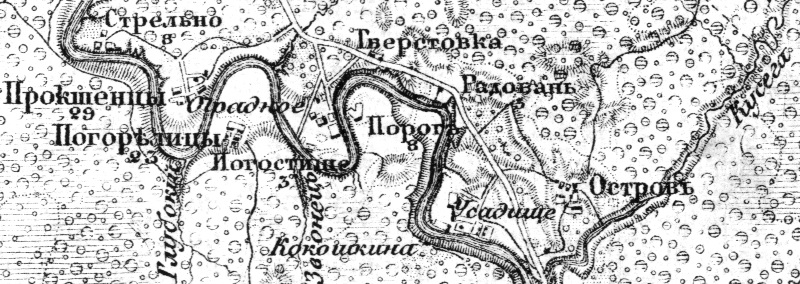
Деревня Прокшеницы на карте Ф. Ф. Шуберта 1872 года

В конце XIX — начале XX века деревня административно относилась к Сугоровской волости 1-го стана 1-го земского участка Тихвинского уезда Новгородской губернии.

ПРОКШЕНИЦЫ — деревня Прокшеницкого сельского общества, число дворов — 21, число домов — 21, число жителей: 162 м. п., 148 ж. п.;
 Занятие жителей — земледелие, лесные заработки. При реке Сясь. Часовня, земская школа. (1910 год) 

Согласно военно-топографической карте Петроградской и Новгородской губерний издания 1915 года деревня Прокшеницы насчитывала 29 дворов.
С 1917 по 1918 год деревня входила в состав Сугоровской волости Тихвинского уезда Новгородской губернии.
С 1918 года в составе Череповецкой губернии.
С 1927 года в составе Прокшенского сельсовета Тихвинского района.
С 1928 года в составе Мелексинского сельсовета Волховского района. В 1928 году население деревни составляло 167 человек.
Согласно карте Ленинградской области Северо-западного аэрогеодезического треста ГГУ издания 1932 года деревня насчитывала 19 крестьянских дворов, в деревне находилась часовня.
По данным 1933 года деревня называлась Прокшеници и входила в состав Мелексинского сельсовета Волховского района.
С 1946 года в составе Новоладожского района.
С 1950 года в составе Воскресенского сельсовета.
В 1958 году население деревни составляло 80 человек.
С 1963 года вновь в составе Волховского района.
По данным 1966 и 1973 годов деревня Прокшеницы также входила в состав Воскресенского сельсовета.
По данным 1990 года деревня Прокшеницы входила в состав Хваловского сельсовета.
В 1997 году в деревне Прокшеницы Хваловской волости проживали 11 человек, в 2002 году — также 11 человек (все русские).
В 2007 году в деревне Прокшеницы Хваловского СП — также 11 человек.

## География
Деревня расположена в юго-восточной части района на правом берегу реки Сясь, близ автодороги А114.
Расстояние до административного центра поселения — 12 км.
Расстояние до ближайшей железнодорожной станции Колчаново — 35 км.

## Демография
| 1910 | 1997 | 2007 | 2010 | 2017 |
| ---- | ---- | ---- | ---- | ---- |
| 310  | ↘11  | →11  | ↗22  | ↘9   |

### Национальный состав
Согласно данным Всероссийской переписи населения 2021 года в деревне проживали 3 человека, все русские.